# ミス・コリア (テレビドラマ)
『ミス・コリア』は、韓国・MBCのテレビドラマで、2013年から2014年にかけ、全20話が放送された。

## 概要
韓国を代表するミス・コンテストであり、また、ミス日本の韓国版に当たる「ミス・コリア」を題材にしたテレビドラマ。
韓国が深刻な経済危機に陥り、国際通貨基金（IMF）の融資を受け、また、大韓航空801便墜落事故などで国民が憂鬱な気持ちとなる中、国家の再生へ尽力しようとする1997年ごろが物語の舞台となるヒューマンストーリー仕立てのロマンティック・コメディ。
劇中ではこれまで公開されることがなかった、ミス・コリアの様々な美を手に入れるまでのノウハウを、過去の同コンクール受賞者や、養成機関（審査員、美容研究団体、その他専門家）への取材を通して、ドラマの劇中で紹介する試みもしている。

## あらすじ
韓国通貨危機のあおりを受けて、会社倒産の危機に瀕していたVIVI化粧品の社長・キム・ヒョンジュンは、自らの会社からミス・コリアを創り出そうと思いつく。ヒョンジュンは、百貨店でエレベーターガールとして活動する高校時代のガールフレンドだったオ・ジヨンに託し、ミス・コリアのコンテスト出場・入賞と、会社の社運をかけて取り組もうとする。

## 登場人物

### 主人公
オ・ジヨン
演 - イ・ヨニ
ドリーム百貨店エレベーターガール
キム・ヒョンジュン
演 - イ・ソンギュン
VIVI化粧品社長

### VIVI化粧品の関係者
キム・ガンウ
演 - チェ・ジェファン
研究員
キム・ホンサム
演 - オ・ジョンセ
企画室長
コ・ファジョン
演 - ソン・ソンミ
研究室長

### その他
キム・ジェヒ
演 - コ・ソンヒ
ミス・コリア代表候補で、オ・ジヨンのライバル
マ・エリ
イ・ミスク
ミス・コリアの美容指導者で美容室オーナー
ヤン・チュンジャ
演 - ホン・ジミン
マ・エリと敵対関係にあるライバルの美容室オーナー
キム・ガンシク
演 - チョ・サンギ
キム・ガンウの実兄。ライバルのパダ化粧品企画理事で、ガンウ、ヒョンジュンとは敵対関係にある
イ・ユン
演 - イ・ギウ
外資系の投資会社代理人で、オ・ジヨンを初恋の相手と慕う
チョン・ソンセン
演 - イ・ソンミン
ヒョンジュンの借金取り立ての監視人であるとともに、ファジョンを恋人のように慕う

## 製作

### スタッフ
- 演出:クォン・ソクチャン
- 脚本:ソ・スクヒャン
- 企画:キム・サンホ

### エピソード
本作で、オ・ジヨンのライバル、キム・ジェヒを演じたコ・ソンヒは2014年MBC演技大賞の女性新人賞を受賞している。

## 放送日程
韓国
2013年12月18日から2014年2月26日までMBCで全20話放送。
- 第1話 2013/12/18
- 第2話 2013/12/19
- 第3話 2013/12/25
- 第4話 2013/12/26
- 第5話 2014/1/1
- 第6話 2014/1/2
- 第7話 2014/1/8
- 第8話 2014/1/9
- 第9話 2014/1/15
- 第10話 2014/1/16
- 第11話 2014/1/22
- 第12話 2014/1/23
- 第13話 2014/1/29
- 第14話 2014/1/30
- 第15話 2014/2/5
- 第16話 2014/2/6
- 第17話 2014/2/13
- 第18話 2014/2/19
- 第19話 2014/2/20
- 第20話 2014/2/26

日本
KNTV 2014年7月12日 - 9月14日
BS日テレ 2015年2月1日 - 3月10日（27回に再編）

## 派生商品
アルバム
- ミス・コリア オリジナルサウンドトラック(2014年1月3日、S.M. ENTERTAINMENT)

| #   | タイトル                              | 作詞 | 作曲・編曲 | アーティスト                       |
| --- | ------------------------------------- | ---- | ---------- | ---------------------------------- |
| 1.  | 「Moonlight」                         |      |            | オンユ (SHINee)                    |
| 2.  | 「Take My Hands」                     |      |            | Every Single Day                   |
| 3.  | 「Hero」                              |      |            | J-Min                              |
| 4.  | 「New World」                         |      |            | Every Single Day                   |
| 5.  | 「そんなことじゃない (It'S Just Me)」 |      |            | 屋上月光                           |
| 6.  | 「Heartbreaker」                      |      |            | キム・パダ (With Every Single Day) |
| 7.  | 「Street Of Angels」                  |      |            | Every Single Day                   |
| 8.  | 「Boss Jung Sonatine」(BGM)           |      |            |                                    |
| 9.  | 「Cynical View」(BGM)                 |      |            |                                    |
| 10. | 「Drum Tension」(BGM)                 |      |            |                                    |
| 11. | 「El Topo」(BGM)                      |      |            |                                    |
| 12. | 「Hero Strings」(BGM)                 |      |            |                                    |
| 13. | 「Ironic Waltz」(BGM)                 |      |            |                                    |
| 14. | 「Long Live The Queen」(BGM)          |      |            |                                    |
| 15. | 「Nostalgia」(BGM)                    |      |            |                                    |
| 16. | 「Pure Desire」(BGM)                  |      |            |                                    |
| 17. | 「Transience Of Life」(BGM)           |      |            |                                    |
| 18. | 「Wait Alone」(BGM)                   |      |            |                                    |
| 19. | 「Warning」(BGM)                      |      |            |                                    |